# Різдво в Хорватії
Хорватські різдвяні звичаї (хорв. Hrvatski božićni običaji) — невіддільна частина хорватських традицій.
Разом зі святкуванням Різдва розвинулося багато звичаїв, як-от прикрашати ялинку на Святвечір, ходити на опівнічну відправу, співати різдвяних пісень (колядок) та дарувати подарунки. Перед Різдвом настає час приготування, який триває приблизно місяць від початку Адвенту. Переважають почуття очікування, надії та туги. Особливо пошановуються день св. Варвари, день св. Миколая, день св. Луції і день св. Хоми. На святої Варвари або святого Луки засівають різдвяну пшеницю.
Особливо діти радіють св. Миколаю, коли в чоботях знаходять від нього гостинці, а неслухняних дітей шмагає Крампус. У деяких областях існують дитячі, материнські та батьківські звичаї, які відбуваються за три тижні до Різдва. Численні звичаї мають на меті побажання добробуту, доброго врожаю, поступу та міцного здоров'я. Святвечір багатий на різноманітні звичаї, як-от внесення соломи в хату, урочисте прикрашання святкового столу, приготування різдвяних страв і ходіння на опівнічну службу. Різдво — це день, коли народження Ісуса святкують із великою радістю, надією та завзяттям у святковому, веселому настрої. Його відзначають у колі сім'ї, а наступного дня, на святого Степана, провідують родичів, друзів і сусідів, святкуючи з ними багатою трапезою. На Святого Івана, наступного дня, освячували вино, а солому виносили з дому та клали на плодові дерева, щоб наступного року вони краще вродили. Далі настає день, що зветься Днем невинних дитят на спомин про біблійну подію, відому як побиття немовлят. Цього дня поширений звичай т. зв. батожінням, коли люди злегка вдаряли одне одного кінчиками батогів, позначаючи біль убитої дитини. На богослужіннях благословляли дітей. Вітали одне одного й на Новий рік, проте атмосфера була менш інтимною, на відміну від різдвяної.
Завершенням дванадцяти днів різдвяних святок є свято Трьох Царів або Богоявлення. У цей день згадують трьох мудреців, які обдаровували Ісуса, йдуть на службу Божу, скидають прикраси на знак закінчення святкового періоду. Освячуються оселі на прийдешній рік, святять освяченою водою сади на майбутнє літо. Колядки часто співали так звані звіздарі, одягнені як три волхви, що несуть зірку. Збереження хорватських різдвяних звичаїв від забуття найбільш обстоював засновник хорватської етнографії Антун Радич.